# Vlaho Orepić
Vlaho Orepić (ur. 16 listopada 1968 w gminie Konavle) – chorwacki polityk i wojskowy, parlamentarzysta, od 2016 do 2017 minister spraw wewnętrznych.

## Życiorys
Absolwent szkoły wojskowej Zapovjedno-stožerna škola „Blago Zadro”, ukończył także transport morski na Uniwersytecie w Dubrowniku i studia trenerskie na Uniwersytecie w Zagrzebiu.
W 1991 jako ochotnik dołączył do chorwackiej armii, uczestniczył w działaniach wojennych w trakcie wojny w Chorwacji. Był komendantem portu wojennego w Ploče. Służył później pod rozkazami Ante Gotoviny i Ante Kotromanovicia. Po zakończeniu wojny pozostał zawodowym żołnierzem, zakończył służbę w 2014 jako dowódca bazy marynarki wojennej w Ploče. Zaangażował się także w działalność społeczną, został prezesem lokalnego stowarzyszenia „Škanj” i inicjatorem akcji przeciwko budowie elektrowni węglowej w regionie. W 2014 wybrany na wiceprezesa zrzeszenia sportowego w żupanii dubrownicko-neretwiańskiej.
W styczniu 2016 z rekomendacji partii Most objął urząd ministra spraw wewnętrznych w rządzie Tihomira Oreškovicia. W przedterminowych wyborach we wrześniu tegoż roku uzyskał mandat posła do Zgromadzenia Chorwackiego. W październiku 2016 w nowo utworzonym rządzie Andreja Plenkovicia ponownie stanął na czele resortu spraw wewnętrznych. Odwołano go z tego stanowiska w kwietniu 2017. Opuścił partię Most, a w 2019 został przewodniczącym ugrupowania pod nazwą Nova Politika.